# United Kingdom Census 2001
United Kingdom Census 2001 – ogólnokrajowy spis statystyczny, przeprowadzony w Wielkiej Brytanii w niedzielę 29 kwietnia 2001 r. Był to 20. brytyjski spis powszechny. Odnotowano populację wielkości 58 789 194.
Spis został zorganizowany przez Office for National Statistics (ONS) w Anglii i Walii, General Register Office for Scotland (GROS) w Szkocji i Northern Ireland Statistics and Research Agency (NISRA) w Irlandii Północnej. Początkowo spis był planowany na rok 2006, ponieważ poprzedni odbył się w roku 1993, a zwykle spis był organizowany co 13 lat.
Przeprowadzenie spisu kosztowało 259 mln funtów.
| Grupa etniczna     | Liczba ludności | % całości |
| ------------------ | --------------- | --------- |
| Biali Brytyjczycy  | 50 366 497      | 085,67%   |
| Biali – pozostali  | 03 096 169      | 005,27%   |
| Hindusi            | 01 053 411      | 001,79%   |
| Pakistańczycy      | 00 747 285      | 001,27%   |
| Biali Irlandczycy  | 00 691 232      | 001,18%   |
| Mieszani           | 00 677 117      | 001,15%   |
| Czarni Karaibowie  | 00 565 876      | 000,96%   |
| Czarni Afrykanie   | 00 485 277      | 000,83%   |
| Banglijczycy       | 00 283 063      | 000,48%   |
| Azjaci – pozostali | 00 247 664      | 000,42%   |
| Chińczycy          | 00 247 403      | 000,42%   |
| Pozostali          | 00 230 615      | 000,39%   |
| Czarni – pozostali | 00 097 585      | 000,17%   |
| Łącznie            | 58 789 194      | 100,00%   |
| Źródło:            |                 |           |

## Religia
- chrześcijaństwo: 72,0%
- islam: 3,0%
- hinduizm: 1,0%
- sikhizm: 0,6%
- judaizm: 0,5%
- buddyzm: 0,3%
- inne religie: 0,3%

15% respondentów zadeklarowało niereligijność, a 8% nie odpowiedziało na to pytanie. Około 30 000 respondentów określiło siebie jako pogan, jednocześnie ok. 10 000 określiło swoją religię jako Wicca, druidyzm itp.
Zawarcie pytania o religię pozwoliło na wystąpienie fenomenu rycerza Jedi. Jediizm został podany przez 390 127 respondentów w Anglii i Walii oraz 14 052 respondentów w Szkocji.